# فتاوى علي الطنطاوي (الجزء الثاني)
الجزء الثاني من فتاوى علي الطنطاوي كتاب للعلامة السوري الدمشقي علي الطنطاوي ، صدر هذا الكتاب بعد وفاة الشيخ علي الطنطاوي، أصدره حفيده مجاهد مأمون ديرانية، وهو يقع في 280 صفحة من القطع المعتاد (17×24).

## قصة الكتاب
وقد سرد حفيده قصة هذا الكتاب في المقدمة التي صدّر الكتاب بها، فذكر كيف أمضى الشيخ علي الطنطاوي أكثر من ربع قرن وهو يجيب عن أسئلة وفتاوى الناس في برنامجيه في الإذاعة والرائي، حتى اجتمع من هذا كله قدر عظيم من الفتاوى يمكن أن يملأ مجلدات، ولكن هذه الفتاوى لم تُنشَر قط لأنها لم تُكتَب أصلاً، بل كان الشيخ يقدمها ارتجالاً في وقتها ثم يودعها شريطاً مسجَّلاً ويمضي، فلما تُوفي تردد حفيده مجاهد ملياً -كما يقول في المقدمة- وفكر: هل ينشر شيئاً من هذه الفتاوى باسم الشيخ، فيُنشَر باسمه ما لم يُكتَب بقلمه ولا بأسلوبه، أم يطويها ويعرض عن فكرة نشرها؟ قال:
«وبقيت في هذا التردد شهوراً حتى شرح الله صدري إلى تدوين الفتاوى ونشرها. لقد فكرت وفكرت، فرأيت أن جدي قد انتقل من هذه الدنيا الزائلة التي لا تعود عليه فيها براعةُ الأسلوب وروعةُ البيان بغير رضا الناس، إلى دارٍ لا تفنى يتبعه فيها علمه الذي ينتفع به الناس فينال به رضا رب الناس. فهل من العدل والخير أن يُحرم أجرَ الآخرة من أجل ذكر الدنيا؟ بل إني لأحسبه سيفرح بثواب فتوى من خمسة سطور بقدر ما أفرحه كل ما ناله في الدنيا من ذكر وخير».

## منهج كتابته
ثم بَيّنَ منهجه في كتابة هذه الفتاوى فقال: «أما ما صنعته مع هذه الفتاوى فهو أنني أخذت النص الذي فُرِّغ من الشريط المسجَّل، فاستخلصت مضمونه وأعدت صياغته على الهيئة التي كتب بها جدي فتاواه المنشورة، مجتهداً في تبويب المسألة وتقسيمها على فقرات واضحة مرقمة كلما كان ذلك ممكناً. وإذا وجدته استشهد في الفتوى بحديث أو بطرف حديث حرصت على إثبات الحديث كاملاً وذكر مَن رواه ومَن أخرجه، وإذا استشهد بآية ذكرت موضعها من السورة التي وردت بها. وإذا وجدته أشار إلى موضع مسألة في كتاب من كتب الفقه (كالمغني أو مجموع فتاوى ابن تيمية، وكثيراً ما يرجع إليهما خاصة) رجعت إلى الكتاب فأثبتّ موضع المسألة من الجزء والصفحة، وقد أُدرجُ خلاصتَها. وإذا ذكر أن للمسألة حكماً في مذهب أو أكثر بينت هذا الحكم أو نقلته من مصادره. كل ذلك صنعته في الحواشي حتى لا يختلط شيء من حديث الشيخ بشيء من كتابتي، فما كان في أصل الكتاب فهو من حديثه الأصلي لم أصنع به شيئاً غير الصياغة والتبويب، وما كان في الحواشي فهو من زياداتي».

## أبواب الكتاب
يضم الكتاب خمسة وعشرين باباً اشتملت على نحو 180مسألة.

## وصلات خارجية
موقع علي الطنطاوي